# Gunnera boliviana
Gunnera boliviana är en gunneraväxtart som beskrevs av Thomas Morong. Gunnera boliviana ingår i släktet gunneror, och familjen gunneraväxter. Inga underarter finns listade.